# Suzuki GT 750
La GT 750 est un modèle de moto du constructeur japonais Suzuki.
La Suzuki GT 750 est la première grosse cylindrée japonaise à bénéficier d'un refroidissement liquide. Le moteur est un tricylindre deux temps à refroidissement liquide muni d'un radiateur frontal prévu à cet effet. Il existe plusieurs modèles depuis sa commercialisation en 1972 en Europe. Quelques particularités sont, entre autres : un écran digital pour l'affichage du rapport de boîte de vitesses engagé (non présent sur les modèles J, K), un refroidissement liquide de série (bien qu'il existait déjà avant depuis 1927 sur la moto anglaise Scott), un graissage séparé pour le moteur deux temps ainsi que d'autres innovations. C'est une moto qui présente une grande stabilité pour un deux temps et encore aujourd'hui, beaucoup de collectionneurs roulent quotidiennement avec ce modèle. Le souci principal de ces motos 750 deux temps est bien sûr la consommation de carburant.
En Europe, elle est connue sous le nom de « bouilloire » (en anglais : kettle) (aux États-Unis : « Water Buffalo ») ; elle est présentée par Suzuki au salon de Tokyo en 1971 sous une livrée rouge candy. Elle a été fabriquée de 1971 à 1977. Elle a été présentée sous différentes couleurs : violine, bleu, noire, bleu-vert, or, rouge.
Le moteur est un tricylindre deux temps de 739 cm3 de cylindrée, le refroidissement liquide rendant le moteur fiable. Il est également souple d'utilisation ainsi qu'exempt des fourmillements dus aux vibrations caractéristiques des gros deux temps, grâce à des silents blocks fixant le moteur, à contrario d'autres modèles similaires des marques concurrentes.
Les modèles à partir de 1974 proposent des carburateurs à dépression, ce qui permet une diminution de la consommation de carburant et un meilleur rendement du moteur en général.
En 1972, la GT 750 arrive avec trois coloris : violine (la plus recherchée), bleu-vert et or (les seules importées iront chez Jacques Roca pour y être modifiées).
Les premières motos disposent d'un frein avant à double tambours double cames. Au vu des performances médiocres/moyennes du frein avant, Suzuki propose un remplacement par un double disque, gratuitement. Ce « geste commercial » a rendu rares aujourd'hui les motos disposant des freins à tambour.
Roca en France proposera des modèles avec un frein à disque à l'arrière.
La GT 750 inspirera à Suzuki un modèle de compétition : la Suzuki TR 750. Construite de 1972 à 1975, c'était pour l'époque une moto très puissante approchant les 120 ch sur les dernières versions, et pouvant atteindre plus de 290 km/h sur l'anneau de vitesse du circuit américain de Daytona en Floride.
Le pilote anglais Barry Sheene utilisera cette fameuse TR 750 dans de nombreuses compétitions avec quelques succès à la clé, ainsi qu'un terrible accident à Daytona en 1975 qui lui provoquera de nombreuses fractures.

## Bande dessinée
La Suzuki GT 750 figure dans un « strip » de Gaston Lagaffe (même si elle est facétieusement désignée comme « La Sapétoku 750 » de Degotte, un collaborateur du Journal de Spirou).
Gaston Lagaffe, infatigable créateur d'inventions improbables, a réalisé une combinaison « spécial grand foid » pour permettre aux motards « roule toujours » de circuler l'hiver. Cette combinaison à double paroi comporte des tuyaux à brancher sur le circuit d'eau du système de refroidissement de la moto (la seule à l'époque sur le marché à n'être pas refroidie par air) ; malheureusement, après des débuts apparemment prometteurs, l'invention s'avère catastrophique : Gaston n'a pas prévu le moindre thermostat et très vite, il se retrouve ébouillanté.

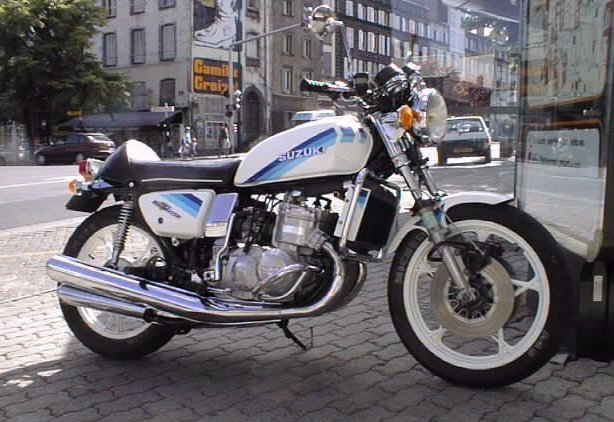
GT 750 « personnalisée ».